# Orientrot
Orientrot ist die Bezeichnung für die RAL-Farbe 3031 (RGB: A7323E, CMYK: 0c 70m 63y 35k).

## Deutsche Bahn
Die Farbe wurde bei der Deutschen Bahn für Lokomotiven sowie Zierstreifen der ICE und das Fensterband der IC-Wagen (1987–1998) verwendet. Ferner war es offizielle Farbe des alten DB-Emblems (1987–1994).

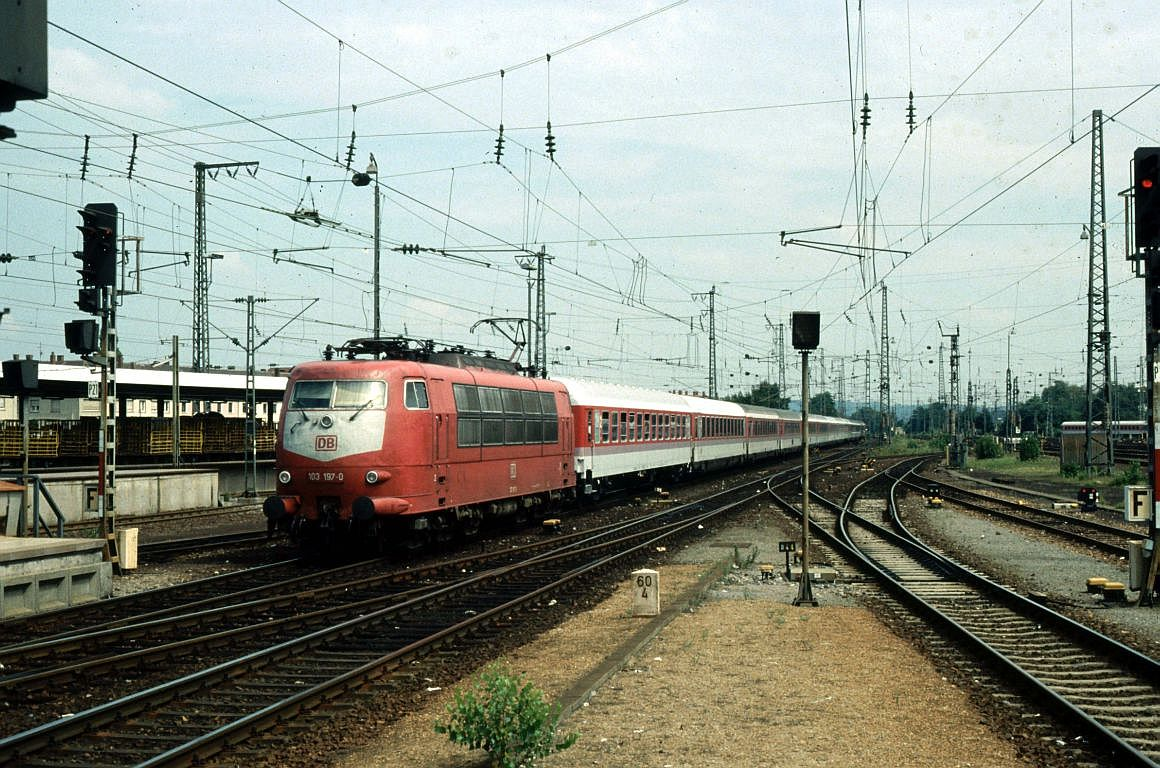
InterCity-Wagengarnitur im orientroten / pastellvioletten Farbschema mit Lok 103 197 bei der Einfahrt in den Karlsruher Hauptbahnhof
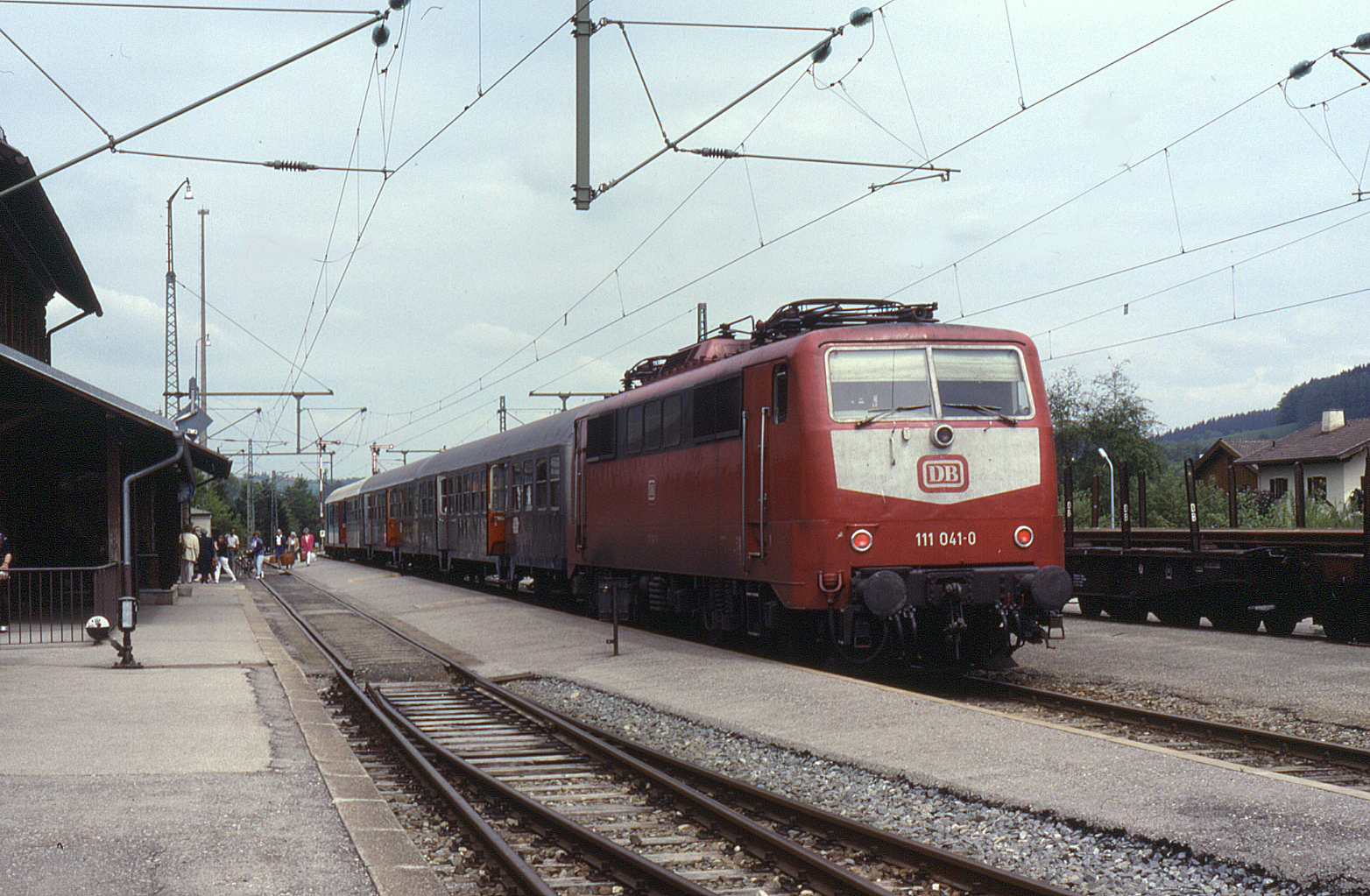
111 014 im Bahnhof Traunstein am 18. Mai 1992
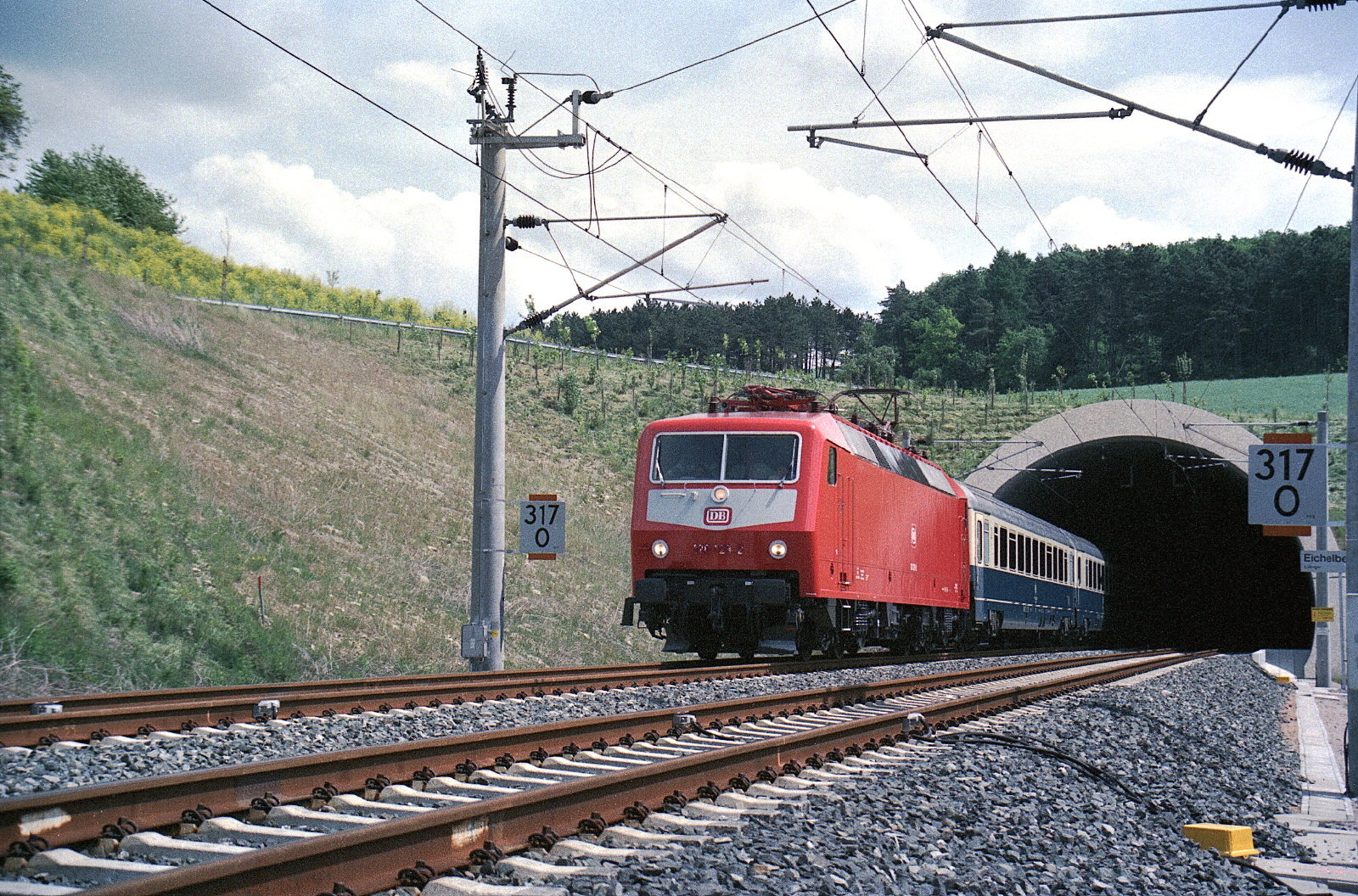
120 129 am Nordportal des 1.869 m langen Eichelberg-Tunnels
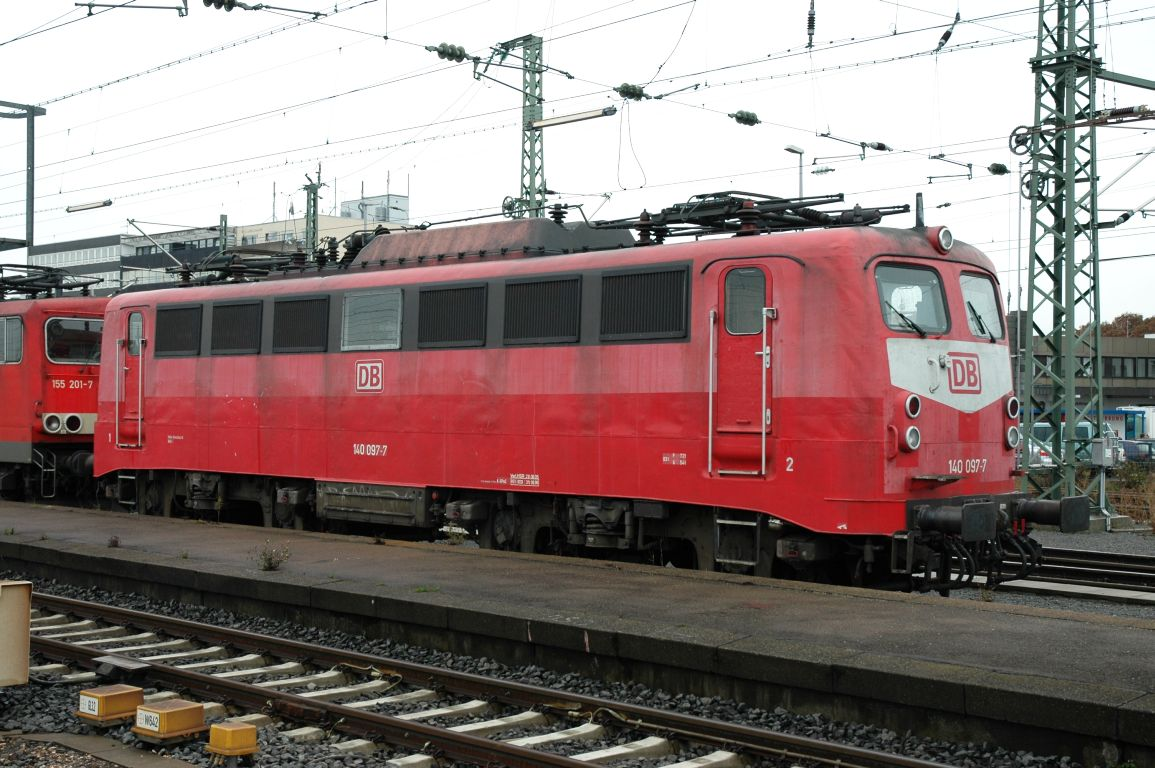
140 097 in teilweise verwitterter, orientroter Farbgebung in Heilbronn Hbf (Oktober 2004)
Emblem der Deutschen Bundesbahn in Orientrot (1987–1994)